# Rozendaal (Frankrijk)
Rozendaal (Frans-Vlaams: Roozendaele; Frans: Rosendaël) is een plaats en wijk van de Franse stad Duinkerke. De wijk telt bijna 18.270 inwoners. De burgemeester van Rozendaal is Jean-François Montagne.

## Geschiedenis
Pas vanaf de 16e eeuw begon het gehucht Rozendaal van enig belang te worden. De plaats werd meermaals geteisterd door militaire activiteiten zoals belegeringen van de vesting Duinkerke. In 1793 werd de plaats nog verwoest.
In de loop van de 19e eeuw werd Rozendaal tot een woonwijk en tuinderswijk van Duinkerke. In 1842 werd een parochie gesticht en in 1860 werd Rozendaal een zelfstandige gemeente, afgesplitst van Tetegem en Nieuw-Koudekerke. Het kustgedeelte ontwikkelde zich tot badplaats en in 1891 werd dit van Rozendaal afgesplitst om de zelfstandige gemeente Malo-les-Bains te worden. In 1972 werd de gemeente, evenals Klein-Sinten, opgeheven en bij Duinkerke gevoegd.

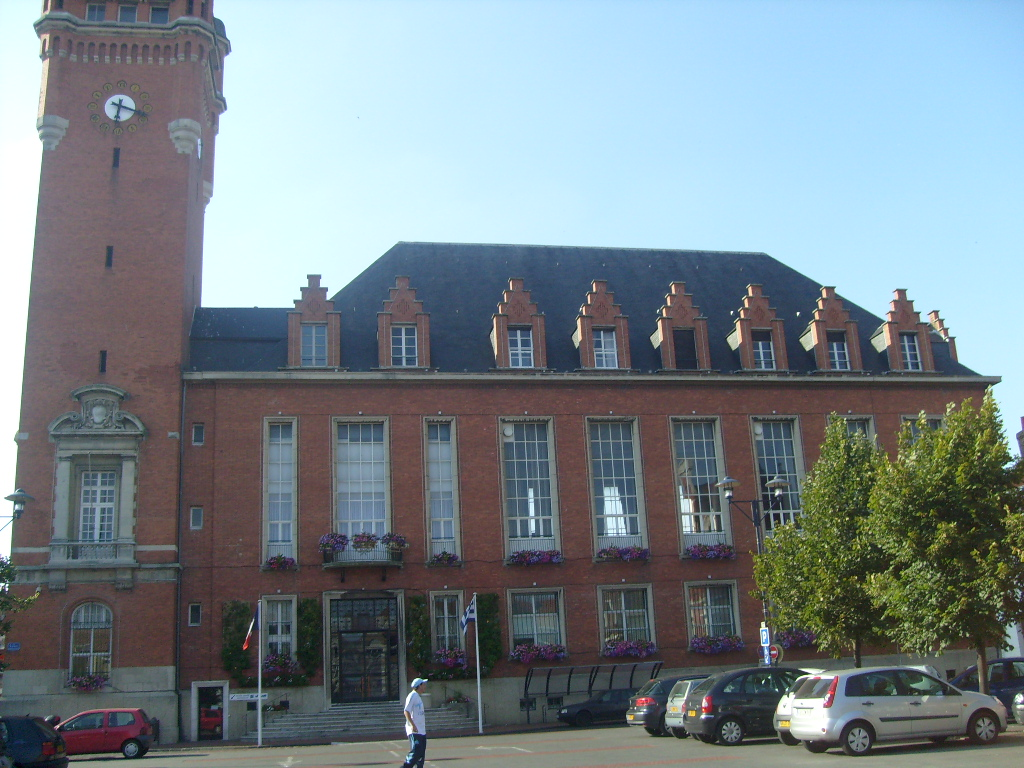
Gemeentehuis van Rozendaal

## Bezienswaardigheden
- Onze-Lieve-Vrouw-Onbevlekt-Ontvangenkerk (Église Notre-Dame de l'Assomption)
- Sint-Bernadettekerk (Église Sainte-Bernadette)
- De Sint-Zefyrinuskerk (Église Saint-Zéphyrin)
- Het Kasteel Coquelle (Château Coquelle) met park
- Diverse hiostorische bouwwerken, waaronder villa's

## Natuur en landschap
Rozendaal maakt deel uit van de Duinkerkse agglomeratie en is aan het stadsgebied vastgebouwd. De plaats ligt in het Blootland. Het Kanaal Nieuwpoort-Duinkerke loopt langs Rozendaal.

## Nabijgelegen kernen
Malo, Duinkerke, Nieuw-Koudekerke, Tetegem, Leffrinkhoeke